# David Epston
David Epston, né le 30 août 1944 à Peterborough en Ontario, est un thérapeute et travailleur social néo-zélandais, co-directeur du Centre de thérapie familiale à Auckland en Nouvelle-Zélande et professeur invité à l'université John F. Kennedy. Epston et son défunt collègue et ami Michael White sont connus pour avoir fondé la « thérapie narrative ».

## Enfance et éducation
David Epston est né en 1944 à Peterborough en Ontario au Canada, où il a grandi. Il a commencé à étudier à l'université de la Colombie-Britannique, avant de quitter le Canada en 1963, à l'âge de 19 ans, pour s'installer en Nouvelle-Zélande en 1964.  Il est diplômé d'une licence en sociologie et anthropologie de l'université d'Auckland en 1969.  Il a également reçu un diplôme de Community Development à l'université d'Édimbourg en 1971. Il est diplômé d'une maîtrise de Applied Social Studies à l'université de Warwick au Royaume-Uni en 1976, et a reçu une certificat de travailleur social (Certificate of Qualification in Social Work, CQSW) en 1977.

## Carrière dans la thérapie familiale
En Nouvelle-Zélande, David Epston commença à travailler en tant que travailleur social à l'hôpital de Auckland. De 1981 à 1987, il a travaillé en tant que thérapeute familial consultant au Centre Leslie, tenu par les services presbytériens de Auckland. De 1987 à aujourd'hui, il est co-directeur du Centre de thérapie familiale à Aukland.
À la fin des années 1970, David Epston et Michael White ont développé la thérapie familiale en Australie et Nouvelle-Zélande. Ensemble, ils ont commencé à partager leurs idées, ils ont continué pendant les années 1980, pour finalement publier en 1990 Narrative Means to Therapeutic Ends, le premier texte majeur de ce qui allait être connu sous le nom de Thérapie Narrative. En 1997, David Epston publie le livre Playful Approaches to Serious Problems avec l'aide de Dean Lobovits et Jennifer Freeman, puis lance le site web narrativeapproaches. Ce site web référence un ensemble d'articles écrits et co-écrits, des œuvres d'art et de poésie sous l'intitulé « Archives de résistance : anti-anorexie/anti-boulimie ».
David Epston a reçu un diplôme de docteur honoris causa en lettres humaines en 1996 décerné par la Graduate School of Professional Psychology à l'université John F. Kennedy, à Orinda en Californie, ainsi qu'un prix spécial pour ses contributions notables à la thérapie familiale décerné par le Journal de la thérapie familiale en Australie et Nouvelle-Zélande.

## Ouvrages de David Epston publiés en anglais
- Literate Means to Therapeutic Ends (avec Michael White), Adelaide, Dulwich Centre Publications, 1989
- Narrative Means to Therapeutic Ends (avec Michael White), W.W. Norton, 1990
- Experience, Contradiction, Narrative and Imagination : extraits d'articles de David Epston & Michael White, 1989-1991, Adelaide, Dulwich Centre Publications, 1992
- Playful approaches to serious problems: narrative therapy with children and their families (avec Jennifer Freeman et Dean Lobovits),  W.W. Norton, 1997
- Biting the hand that starves you: inspiring resistance to anorexia/bulimia. Avec Richard Linn Maisel et Ali Borden.  W.W. Norton, 2004
- Down under and up over: travels with narrative therapy (édité par Barry Bowen), Karnac Books, 2008  (ISBN 978-0-9523-4331-8)

## Ouvrages de David Epston publiés en français
- Down Under et Up Over (2e édition) : David Epston, Down Under Up Over  : cas pratiques, cliniques et poétiques en thérapie narrative, Éditions Satas, 2016  (ISBN 978-2-8729-3170-5)
- Down Under et Up Over (1re édition) : David Epston, Down Under Up Over : voyages en thérapie narrative, Les Éditions de La Fabrique narrative, 2012  (ISBN 978-1-2910-4343-3)
- Michael White, David Epston, Les moyens narratifs au service de la thérapie, Éditions Satas, 2003  (ISBN 978-2-8729-3077-7)